# America Eats Its Young
America Eats Its Young è il quarto album del gruppo funk statunitense Funkadelic, pubblicato nel 1972. È un album doppio.
A differenza degli album precedenti, venne registrato a Toronto, in Canada, e nel Regno Unito.

## Tracce

### Disco 1
LATO A
1. You Hit the Nail on the Head – 7:10 (George Clinton, Clarence "Fuzzy" Haskins, Bernie Worrell)
2. If You Don't Like the Effects, Don't Produce the Cause – 3:43 (George Clinton, Garry Shider)
3. Everybody Is Going to Make It This Time – 5:50 (George Clinton, Bernie Worrell)

LATO B
1. A Joyful Process – 6:10 (George Clinton, Bernie Worrell)
2. We Hurt Too – 3:47 (George Clinton)
3. Loose Booty – 4:45 (Harold Beane, George Clinton)
4. Philmore – 2:40 (Bootsy Collins)

### Disco 2
LATO A
1. I Call My Baby Pussycat – 5:00 (George Clinton, Eddie Hazel, Billy "Bass" Nelson)
2. America Eats Its Young – 5:45 (Harold Beane, George Clinton, Bernie Worrell)
3. Biological Speculation – 3:00 (George Clinton, Ernest G Harris, Jr.)
4. That Was My Girl – 3:41 (Sidney Barnes, George Clinton)

LATO B
1. Balance – 5:25 (George Clinton, Bernie Worrell)
2. Miss Lucifer's Love – 5:50 (George Clinton, Clarence "Fuzzy" Haskins)
3. Wake Up – 6:20 (George Clinton, Bernie Worrell)